# Kirchenkreis Simmern
Der Kirchenkreis Simmern war von 1817 bis 1948 ein Kirchenkreis der Rheinprovinz der Evangelischen Kirche in Preußen und von 1948 bis 1972 ein Kirchenkreis der Evangelischen Kirche im Rheinland. 1972 fusionierte er mit dem Kirchenkreis Trarbach zum Kirchenkreis Simmern-Trarbach.

## Geschichte
Die historischen Wurzeln des Kirchenkreises liegen im Jahr 1410. Durch die Pfälzische Erbteilung erhielt Herzog Stefan von Pfalz-Simmern-Zweibrücken sowie durch seine Hochzeit mit Anna von Veldenz, die 1439 starb, nach dem Tod von deren Vater im Jahr 1444 die Grafschaft Veldenz. Damit regierte Stephan auch über die Oberämter Lichtenberg, Baumholder und Meisenheim sowie über die Veldenzer Teile der Grafschaft Sponheim. Zudem besaß er die Vogtei über die Klöster Chumbd und Ravengiersburg.
Herzog Johann II. wurde auf dem Nürnberger Reichstag 1523 von einem Beobachter als magnus observator Lutheri bezeichnet, blieb jedoch – bei aller Sympathie für evangelische Anliegen – zeitlebens katholisch.
Erst sein Sohn Friedrich III. führte am 16. Juli 1557 die Reformation ein. Durch den Trarbacher Amtmann Friedrich von Schönberg ließ er verkünden: Es seien „zunächst an allen fürnehmsten Kirchen gelehrte und gottesfürchtige Lehrer anzustellen … Deshalb könne er den Gottesdienst der Meß und anderer Mißbräuche fürder nicht mehr gestatten“.
Nachdem Friedrich auch Kurfürst von der Pfalz geworden war, dehnte er die Reformation auf die Vordere Grafschaft Sponheim aus. 1561 wechselte er zum reformierten Bekenntnis. Ihren äußeren Ausdruck findet dies in der Pfälzischen Kirchenordnung von 1563 und der Einführung des Heidelberger Katechismus. Da über Simmern ab 1559 bis 1569 jedoch sein jüngerer Bruder Georg und von 1569 bis 1598 der Bruder Reichard herrschten, blieb dieses daher lutherisch. Erst mit der Integration Simmerns als Oberamt in das Kurfürstentum wurde auch hier die reformierte Konfession etabliert.
Der Dreißigjährige und der Orléanssche Krieg bedeuteten eine Stärkung der Gegenreformation. Das ehemalige Herzogtum Simmern verlor fast die Hälfte seiner 18 evangelischen Pfarrstellen.
Der erste Simmerner Pfarrer wirkte meist zugleich als Inspektor aller Pfarrer, der erste Kirchberger Pfarrer als Inspektor für die reformierten Gemeinden im vordersponheimischen Amt Kirchberg.
In der Franzosenzeit fielen die linksrheinischen Gebiete 1801 an Frankreich. Die Gemeinden des späteren Kirchenkreises Simmern wurden vier lutherischen und fünf reformierten Lokalkonsistorien mit jeweils rund 6.000 Gemeindegliedern zugeordnet. Versuche, bereits damals eine Union herbeizuführen, wurden von der Pariser Regierung nicht gebilligt.
Als infolge des Wiener Kongresses der Hunsrück Teil Preußens wurde, wurden dessen Landkreisgrenzen 1817 auch auf die kirchlichen Strukturen übertragen. Somit war die evangelische Kreisgemeinde – später Evangelischer Kirchenkreis – Simmern entstanden.

### Sozialpolitische Initiativen
Mit der Gründung der Rettungsanstalt 1850, der Konfirmandenanstalt 1857 und einer Präparandenanstalt zur Vorbereitung von Volksschülern auf die Ausbildung von Volksschullehrern 1869, den Schmiedelanstalten zwischen Simmern und Nannhausen, durch Pfarrer Georg Karl Julius Reuß, Simmern, und Pfarrvikar Albrecht Julis Schöler, Horn, nahmen sich die Gemeinden des Kirchenkreises der sozialen Nöte, des Bedürfnisses nach evangelischer Erziehung von Menschen in der Diaspora und der Bildung an.
Ein weiterer bedeutsamer Akzent wurde von Pfarrer Richard Oertel, Neuerkirch, 1893 mit der Gründung des Hunsrücker Bauernvereins gesetzt. Mehr als 5.000 Mitglieder vermochte Oertel für diese bäuerliche Interessenorganisation zu gewinnen. Das raiffeisensche
Genossenschaftswesen, zu dem unter anderem Molkereien gehörten, stärkte die Selbsthilfe der Bauern und weckte ihr Standesbewusstsein. Mit der Gründung der Landwirtschaftsschule (Landwirtschaftliche Winterschule) in Simmern sowie über seine Zugehörigkeit zum preußischen Landtag und deutschen Reichstag konnte Oertel weitere politische Akzente setzen.

### Bekennende Kirche
Von großer Bedeutung für den Kirchenkreis in der Zeit des Nationalsozialismus ist die Geschichte des Dickenschieder Pfarrers Paul Schneider. Er war eingebunden in eine Hunsrücker Pfarrbruderschaft innerhalb der Bekennenden Kirche, der etwa die Hälfte der damaligen Pfarrer des Kirchenkreises Simmern, u. a. Friedrich Langensiepen in Gödenroth, angehörten. Die übrigen Pfarrer waren meist unorganisiert, nur wenige hielten sich zu den Deutschen Christen. Superintendent Gillmann, zum gemäßigten Flügel der Bekennenden Kirche gehörend, setzte sich mehrfach für Schneider ein.

## Gemeinden
- Alterkülz (seit 2016 zu Neuerkirch-Biebern-Alterkülz)
- Altweidelbach (seit 2011 zu Simmern)
- Argenthal (seit 2014 zu Soonblick)
- Bell (seit 2016 zu Bell-Leideneck-Uhler)
- Biebern (1975–2015 zu Neuerkirch-Biebern, seit 2016 zu Neuerkirch-Biebern-Alterkülz)
- Bubach (seit 1975 zu Horn-Laubach-Bubach)
- Dichtelbach
- Dickenschied
- Dill
- Ellern (seit 2014 zu Soonblick)
- Gemünden
- Gödenroth (seit 1975 zu Gödenroth-Heyweiler)
- Gösenroth
- Heyweiler (seit 1975 zu Gödenroth-Heyweiler)
- Holzbach
- Horn (seit 1975 zu Horn-Laubach-Bubach)
- Kappel
- Kastellaun
- Kellenbach
- Kirchberg
- Laubach (seit 1975 zu Horn-Laubach-Bubach)
- Laufersweiler
- Leideneck (seit 2016 zu Bell-Leideneck-Uhler)
- Mengerschied (seit 2018 zu Sargenroth-Mengerschied)
- Mörschbach (seit 2014 zu Soonblick)
- Neuerkirch (1975–2015 zu Neuerkirch-Biebern, seit 2016 zu Neuerkirch-Biebern-Alterkülz)
- Ober Kostenz
- Ohlweiler (2012–2015 Ohlweiler-Ravengiersburg, ab 2016 mit Schönborn als Trinitatisgemeinde)
- Pleizenhausen (seit 2014 zu Soonblick)
- Ravengiersburg (2012–2015 Ohlweiler-Ravengiersburg, ab 2016 mit Schönborn als Trinitatisgemeinde)
- Rheinböllen
- Riegenroth
- Riesweiler (seit 2014 zu Soonblick)
- Rohrbach (seit 2012 zu Dickenschied)
- Roth
- Sargenroth (seit 2018 zu Sargenroth-Mengerschied)
- Schlierschied (seit 1978 zu Gemünden)
- Schönborn (seit 2016 mit Ohlweiler-Ravengiersburg als Trinitatisgemeinde)
- Simmern
- Todenroth (seit 1978 zu Ober Kostenz)
- Uhler (seit 2016 zu Bell-Leideneck-Uhler)
- Womrath (seit 2012 zu Dickenschied)

## Superintendenten
- 1818–1843 Franz Karl Back, Simmern
- 1843–1879 Friedrich Back, Kastellaun
- 1879–1883 Julius Reuß, Simmern
- 1883–1907 Georg Friedrich Hugo Oertel, Simmern
- 1907–1932 Friedrich Gustav Theodor Schneider, Rheinböllen
- 1932–1959 Ernst Gillmann, Simmern
- 1959–1967 Wilhelm Voget, Kastellaun
- 1967–1972 Günther Kempgen, Neuerkirch-Biebern (danach bis 1988 Superintendent des Kirchenkreises Simmern-Trarbach)